# Karel Vincenc ze Salm-Neuburgu
Karel Vincenc Otto hrabě ze Salm-Neuburgu (německy Karl Vinzenz Otto Graf zu Salm-Neuburg, 9. května 1744, Olomouc – 12. května 1784 tamtéž) byl moravský a rakouský šlechtic a politik. Řadu let působil v nižších funkcích v zemské správě Moravského markrabství, kde vlastnil statky. Zemřel jako poslední mužský potomek rodové linie Salm-Neuburg, majetek na Moravě v hodnotě půl miliónu zlatých si rozdělily tři dcery.

## Životopis

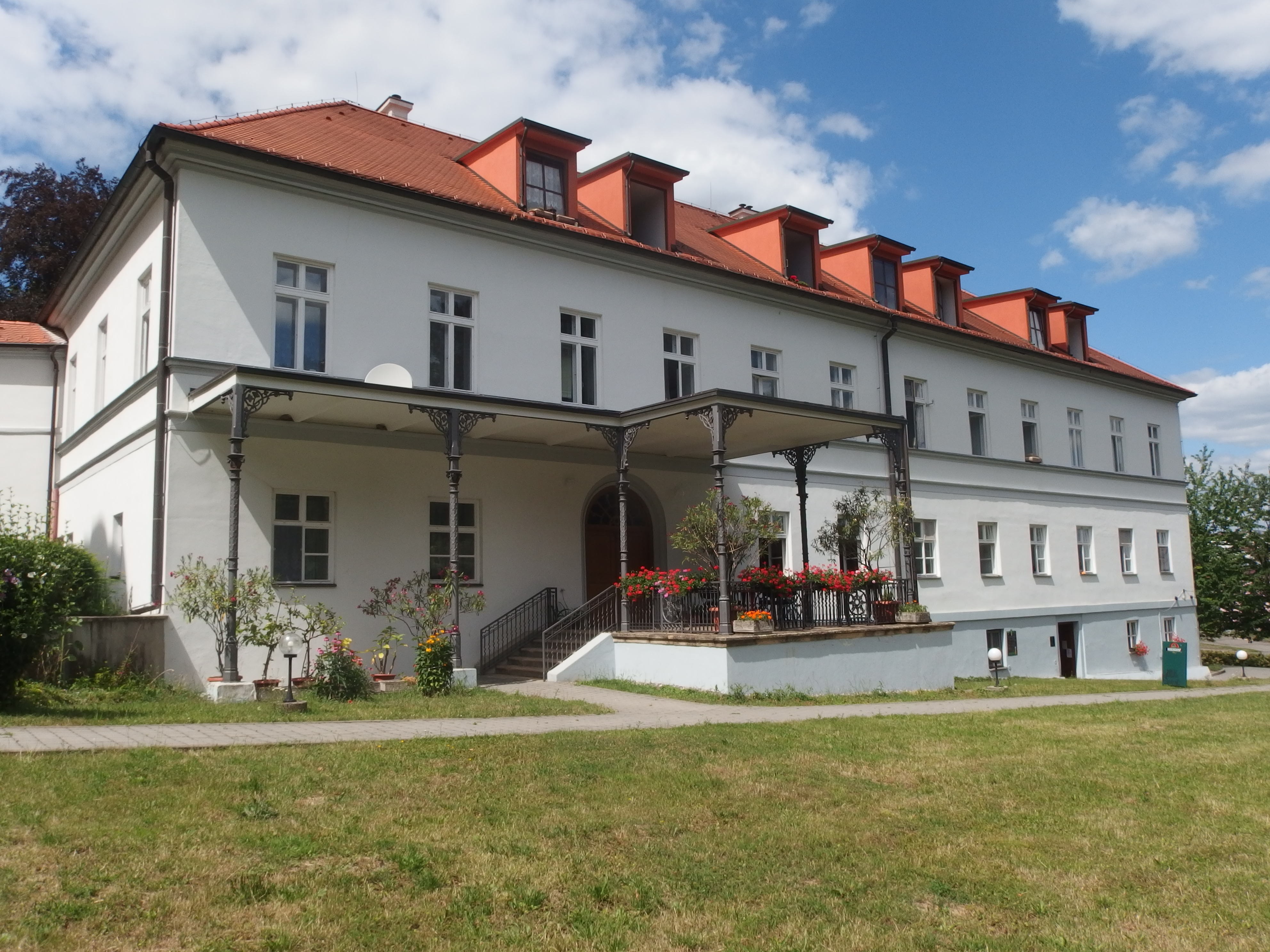
Zámek Pohořelice, hlavní sídlo Karla Vincence Salm-Neuburga

Pocházel ze starého německého rodu Salmů, který v linii Salm-Neuburg sídlil od konce 16. století na Moravě. Byl jediným synem moravského nejvyššího sudího Karla Otty ze Salm-Neuburgu (1709–1766) a narodil se v paláci Salmů na Horním náměstí v Olomouci. Po dosažení zletilosti byl jmenován císařským komorníkem a vstoupil do státních služeb. Začínal jako rada dolnorakouské vlády, od roku 1770 byl radou moravského zemského gubernia. V roce 1777 byl jmenován skutečným tajným radou a krátce před smrtí byl pověřen vedením kanceláře moravského místodržitelství (1783–1784). Zemřel ve věku čtyřiceti let v olomouckém rodovém paláci. Byl posledním mužským potomkem linie Salm-Neuburg.

## Majetkové poměry a rodina
Kromě rezidence na náměstí v Olomouci zdědil po otci několik panství na Moravě (Velké Opatovice, Jaroměřice, Jevíčko, Malenovice, Svojanov). I když měl na svých majetcích k dispozici několik sídel a potýkal se s vysokým zadlužením, přistoupil k výstavbě nového zámku v Pohořelicích na malenovickém panství. Z pozůstalostního inventáře z roku 1785 vyplývá, že pohořelický zámek byl honosně vybaveným a trvale obývaným sídlem. Mimoto nechal na zámku v Jevíčku zřídit barokní kapli.
Když Karel Vincenc zemřel, zanechal po sobě majetek v hodnotě 431 000 zlatých, stejné výše ale dosahovaly také dluhy. Po dobu nezletilosti jeho dcer vedl poručnickou správu Karlův švagr František Xaver z Khevenhüller-Metsche. K rozdělení majetku došlo v letech 1795 a 1797, krátce nato byly největší dědické podíly prodány (Svojanov 1797, Malenovice 1804).
Jeho manželkou byla Marie Anna z Khevenhüller-Metsche (1747–1777), dcera nejvyššího císařského hofmistra knížete Jana Josefa z Khevenhülleru. Měli spolu tři dcery:
- 1. Ernestina (1771–1809), dědička panství Malenovice, Pohořelice, manžel 1790 Jan hrabě z Lambergu (1764–1828)
- 2. Marie Antonie (1776–1840), dědička panství Svojanov, manžel 1795 Volfgang hrabě Černín z Chudenic (1766–1813)
- 3. Marie Henrietta (1775–1815), dědička panství Velké Opatovice, Jevíčko, Jaroměřice, manžel 1795 Jan Jeroným z Herbersteinu (1772–1847)